# Juan Carlos Valenzuela
Juan Carlos Valenzuela (né le 15 mai 1984 à Guaymas) est un footballeur international mexicain.

## Biographie
Le 1er mai 2010, il est sélectionné pour la Coupe du monde 2010 en Afrique du Sud. Le 3 juin 2015, à l'occasion d'un match amical de préparation à la Copa América 2015 à Lima face au Pérou, il inscrit son premier but en sélection.

## Palmarès
- Gold Cup : 2009